# Helen Westley

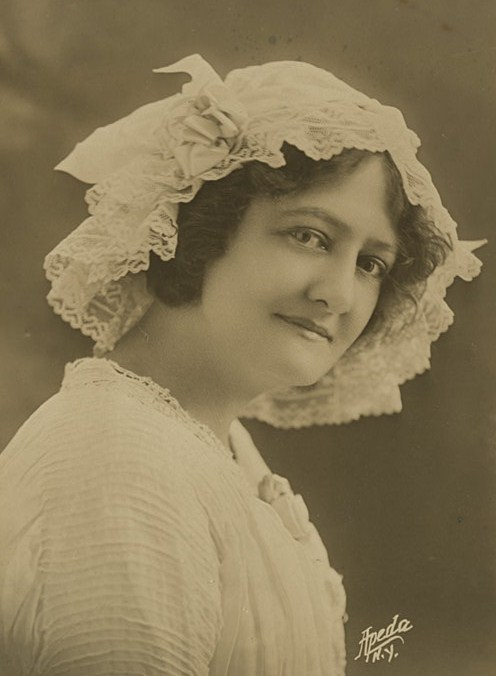
Helen Westley um 1915

Helen Westley (* 28. März 1875 als Henrietta Remsen Meserole Manney  in Brooklyn, New York City; † 12. Dezember 1942 in Middlebush, New Jersey) war eine US-amerikanische Schauspielerin.

## Leben
Westley studierte Schauspiel an der American Academy of Dramatic Arts und begann ihre Karriere am Theater. Sie trat der 1914 gegründeten Theaterkompanie „Washington Square Players“ bei, die später in der 1919 gegründeten „Theatre Guild“ aufging. Westley wirkte in vielen Broadway-Produktionen der Theatre Guild mit, so zum Beispiel in George Bernard Shaws Haus Herzenstod, in The Lucky One von Alan Alexander Milne und in Edvard Griegs Peer-Gynt-Suite.
1931 spielte sie die weibliche Hauptrolle in der Uraufführung des Stückes Green Grow the Lilacs, auf dem das Erfolgsmusical Oklahoma! basiert. Ihre letzte Rolle am Broadway spielte Westley 1939 in The Primrose Path.
1934, im Alter von 59 Jahren, drehte Westley ihren ersten Film. Unter der Regie von Sidney Lanfield spielte sie die Mrs. Morris in Moulin Rouge. Noch im selben Jahr spielte sie an der Seite von Anne Shirley und O. P. Heggie die Marilla Cuthbert in der Verfilmung von Lucy Maud Montgomerys Roman Anne auf Green Gables. 1935 übernahm Westley die Rolle der Tante Minnie im Filmmusical Roberta. Sie spielte mehrfach an der Seite des Kinderstars Shirley Temple, darunter 1937 als „blinde Anna“ in Heidi. Im folgenden Jahr übernahm sie wiederum an der Seite von Shirley Temple eine Rolle in Rebecca of Sunnybrook Farm. 1940 drehte sie mit Bette Davis Hölle, wo ist dein Sieg?, im Jahr darauf spielte die Cousine Phillipa in Adam hatte vier Söhne an der Seite von Ingrid Bergman. Ihre letzte Filmrolle spielte Westley als Tante Jessie in My Favourite Spy.
Helen Westley war von 1900 bis 1912 mit dem Schauspieler John Westley verheiratet. Aus der Ehe ging eine Tochter hervor. Westley starb im Alter von 67 Jahren am 12. Dezember 1942 in Middlebush, New Jersey.

## Filmografie
- 1934: Moulin Rouge
- 1934: Die Rothschilds (The House of Rothschild)
- 1934: Looking for Trouble
- 1934: Die schwarze Majestät (Death Takes a Holiday)
- 1934: The Age of Innocence
- 1934: Anne of Green Gables
- 1935: Captain Hurricane
- 1935: Roberta
- 1935: Chasing Yesterday
- 1935: The Melody Lingers On
- 1935: Splendor
- 1936: Show Boat
- 1936: Half Angel
- 1936: Sonnenmädel (Dimples)
- 1936: Mississippi-Melodie (Banjo on My Knee)
- 1936: Sonnenscheinchen (Stowaway)
- 1937: Cafe Metropole
- 1937: Sing and Be Happy
- 1937: Heidi
- 1937: I’ll Take Romance
- 1937: She Married an Artist
- 1938: The Baroness and the Butler
- 1938: Shirley auf Welle 303 (Rebecca of Sunnybrook Farm)
- 1938: Alexander’s Ragtime Band
- 1938: Keep Smiling
- 1938: Zaza
- 1939: Wife, Husband and Friend
- 1940: Lillian Russell
- 1940: The Captain Is a Lady
- 1940: Hölle, wo ist dein Sieg? (All This, and Heaven Too)
- 1940: Lady with Red Hair
- 1941: Adam hatte vier Söhne (Adam Had Four Sons)
- 1941: Lady from Louisiana
- 1941: Sunny
- 1941: Der Dollarregen (Million Dollar Baby)
- 1941: Verlobung mit dem Tod (The Smiling Ghost)
- 1941: Bedtime Story
- 1942: My Favorite Spy